# Lieiro
Lieiro (llamada oficialmente Santa María de Lieiro) es una parroquia y un lugar español del municipio de Cervo, en la provincia de Lugo, Galicia.

## Organización territorial
La parroquia está formada por siete entidades de población:
- O Castelo
- Gondrás
- Guioncho (O Guioncho)
- Pedrosa
- San Ciprián (San Cibrao)
- Venta (A Venda,[2] A Venta[5])
- Lieiro

## Demografía

### Parroquia
| Gráfica de evolución demográfica de Lieiro (parroquia) entre 2000 y 2019 |
|                                                                          |
| Datos según el nomenclátor publicado por el INE.                         |

### Lugar
| Gráfica de evolución demográfica de Lieiro (lugar) entre 2000 y 2019 |
|                                                                      |
| Datos según el nomenclátor publicado por el INE.                     |